# Sociedade Brasileira de Sociologia
A Sociedade Brasileira de Sociologia - SBS é uma associação de sociólogos brasileiros fundada em 1937 enquanto Sociedade Paulista de Sociologia, fruto do desenvolvimento da Sociologia no estado. 
Em 1950 torna-se sociedade científica de âmbito nacional, integrando a Associação Internacional de Sociologia (ISA), ampliando a discussão sobre os rumos científicos da sociologia no Brasil e no mundo. 
É uma entidade jurídica sem fins lucrativos, de direito privado, que tem como principal objetivo reunir de maneira institucional pesquisadores e instituições da área da Sociologia e das Ciências humanas em geral. Durante o período da Ditadura Militar no Brasil, teve suas atividades suspensas, retornando apenas após a redemocratização, em 1986.

## Congressos bianuais
A SBS é responsável, desde 1987, por realizar o Congresso Brasileiro de Sociologia, referência  nacional e internacionalmente. 

Além disso, apoia institucionalmente a realização de outros congressos e eventos, incentivando o debate constante entre as pesquisas acadêmicas e o debate social. 
Tem como propósito : "apoiar a realização de eventos científicos, buscando a promoção do intercâmbio entre profissionais e pesquisadores, visando o fortalecimento qualitativo e institucional da Sociologia no Brasil; a difusão e divulgação do conhecimento científico, através de publicações como livros, anais , sites , blogs, newsletters,  redes sociais e do  periódico Revista Brasileira de Sociologia; a inserção do conhecimento sociológico nos debates públicos; contribuindo na representação e no fortalecimento institucional da comunidade de associados".

### I Congresso Brasileiro de Sociologia
Realizado em 1954 na cidade de São Paulo, teve como tema geral "O ensino e as pesquisas sociológicas; organização social; mudança social", no qual debateu-se majoritariamente a importância do ensino de sociologia nas escolas brasileiras de nível médio. 

### XXI Congresso Brasileiro de Sociologia
Realizado em 2023 na cidade de Belém do Pará, teve como tema "Sociologias para o pensar o contemporâneo", tendo acontecido entre os dias 11 a 14 de julho. Teve como proposta sair do eixo das universidades do sudeste, levando pesquisadores de todo o país para o Norte, ampliando as redes e a disseminação no conhecimento científico. 